# Citadela
Citadela (iz italijanske besede cittadella) je trdnjava, ki je bila zgrajena za potrebe obrambe mesta oz. večjega naselja. Včasih je znotraj citadele vključen tudi starejši grad.
Citadela je jedro utrjenega območja mesta. Izraz je pomanjševalnica besede "mesto" in tako pomeni "majhno mesto", ker obsega manjši del mesta, od katerega je obrambno jedro.
V fortifikaciji z bastioni je citadela najmočnejši del fortifikacijskega sistema, ki je lahko popolnoma ločen od zunanjih obrambnih zidov, drugod pa lahko predstavlja del zunanjega obrambnega zidu. Po navadi predstavlja zadnjo črto obrambe, v katero se zatečejo branilci, po tem, ko propadejo vse ostale obrambne črte.
Citadela je tudi izraz za tretji del srednjeveškega gradu, z višjimi zidovi kot ostali. To naj bi bila zadnja linija obrambe pred samim donžonom.
V različnih državah so citadele dobile posebna imena, kot so "Kremelj" v Rusiji ali "Alcázar" na Iberskem polotoku. V evropskih mestih se izraz "citadela" in "mestni grad" pogosto uporabljata kot sopomenki. V nekaterih primerih se uporablja tudi izraz "stolp", kot so Tower of London in Davidov stolp v Jeruzalemu. Vendar pa se haitska trdnjava na hribu, ki je največja citadela na zahodni polobli, imenuje Citadela Laferriere.

## Zgodovina

### 8000 pr. n. št.–600 n. št.
V antični Grčiji je bila akropola (grško Acropolis) (dobesedno: "vrha mesta")  utrjen, najvišji del starih grških mest. Akropola je v mirnem času služila kot sedež vladarja, uprave in več templjev, v vojnem času pa za trdnjavo, zadnjo črto obrambe mesta, zatočišče in oporišče v nevarnosti in ki je vsebovala vojaške in zaloge hrane.
Najbolj znana je Atenska akropola, vendar je imela skoraj vsaka grška mestna državica eno – Acrocorint v antičnem Korintu slovi kot posebno močna trdnjava. V precej poznejšem obdobju, ko je Grčiji vladalo Latinsko cesarstvo, so enako močne točke, ki so jih uporabljali novi fevdalni vladarji, imele skoraj enak namen.

### Od leta 167–160 pr. n. št.
Uporniki, ki so prevzeli oblast v mestu, vendar je bila citadela še vedno v lasti nekdanjih vladarjev, nikakor niso mogli svojo posest obravnavati kot varno. En tak incident, ki je igral pomembno vlogo v zgodovini, je bil upor Makabejcev proti Selevkidskemu cesarstvu. Helenistična garnizija v Jeruzalemu in lokalni podporniki Selevkidov so se več let zadrževali v citadeli Ako, medtem ko so Macabejci negotovo vladali v preostalem delu Jeruzalema. Ko so se je končno polastili, so Makabejci uničili in porušili Ako in zgradili novo citadelo za lastno uporabo v drugem delu Jeruzalema.

### Od leta 3300–1300 pr. n. št.
Nekatere izmed najstarejših znanih struktur, ki so služile kot citadela, je zgradila Indska civilizacija, kjer je trdnjava predstavljala centralno oblast. Glavna citadela v dolini Inda je visoka skoraj 12 metrov.  Namen teh struktur je še vedno predmet razprav. Čeprav so strukture našli v ruševinah Mohendžo-daro, še zdaleč ni jasno ali so te strukture služile obrambi pred napadi sovražnika. Nasprotno, lahko so bile zgrajene za preusmeritev poplavnih voda.

### Od leta 500–1500
V različnih obdobjih, zlasti v srednjem veku, so citadele, ki so imele svoje utrdbe neodvisne od mestnega obzidja in zadnja obramba oblegane vojske, pogosto ohranili tudi po tem ko so mesto zavzeli. Mesto, kjer je citadela zdržala proti napadalni vojski, ni bila osvojljiva. Na primer, ko so leta 1543 otomanske sile oblegale Nico pod vodstvom Barbarosse, so zavzeli in izropali mesto samo in zajeli veliko ujetnikov – vendar je mestni grad ostal nezavzet, zaradi česar so meščani predstavljali zmagovalce.

### Od leta 1600–1860
Šele v 19. stoletju je bil v podobnem položaju Antwerpen, kjer je nizozemska posadka pod generalom Davidom Hendrikom Chassejem med letoma 1830 in 1832 obvladovala mestno citadelo, medtem ko je samo mesto že postalo del neodvisne Belgije.
V času vojne so citadele v mnogih primerih ponujale zatočišče ljudem, ki so živeli na območjih okoli mesta. Citadelo so pogosto uporabljali tudi za zaščito garnizije ali politične moči pred prebivalci mesta, v katerem se je ta nahajala, oblikovana tako, da je zagotavljala zvestobo mesta, pred katerim se je branila.
Na primer, Barcelona je zgradila veliko citadelo leta 1714, da bi ustrahovala Katalonce pred ponovitvijo upora proti španski centralni vladi sredi 17. in zgodnjem 18. stoletju. V 19. stoletju, ko se je politično ozračje dovolj liberaliziralo, so ljudje v Barceloni citadelo podrli in jo nadomestili z glavnim mestnim centralnim parkom, Parc de la Ciutadella. Podoben primer je citadela v Budimpešti na Madžarskem.
Napad na Bastiljo v francoski revoluciji - čeprav se je spominjamo predvsem po spustitvi peščice zapornikov - je bil v precejšnji meri motoviran zaradi strukture kraljeve citadele sredi revolucionarnega Pariza.
Podobno so, po Garibaldijevem strmoglavljenju vlade Bourbonov v Palermu, v [[Risorgimento|združevanju Italije] leta1860, so palermsko citadelo Castellamare - simbol sovraštva in zatiranja nekdanje oblasti - slovesno porušili.
Obleganje Alcazarja v Toledu v španski državljanski vojni, v kateri so se nacionalisti dva meseca borili proti veliko večjim republikanskim silam, dokler niso zmagali je razvidno, da je lahko v nekaterih primerih citadela učinkovita tudi v sodobnem vojskovanju; Podoben primer je bitka za Huế med vietnamsko vojno, kjer je severnovietnamska vojska zadrževala citadelo Hue 26 dni pred veliko bolje opremljenimi enotami ZDA in južnovietnamskimi vojaki.

### 1820–danes
Citadela v Quebecu (gradnja se je začela 1673, dokončana 1820) je še vedno največja citadela v uradni vojaški operativi v Severni Ameriki. To je sedež kraljevega 22. polka Kanade  in je del utrjenih zidov Vieux-Quebec (Stari Quebec), ki datirajo v leto 1608. 

## Oblika in razprostranjenost

### Prosta zunanja oblika
Najstarejša oblika citadele se nahaja na trdnjavskem hribu znotraj ali na robu mesta. Zunanja oblika teh citadel je bila izpeljana bolj ali manj neposredno iz obrisa gore ali hriba na katerem je stala. V stari Grčiji so jih imenovali akropola, kar pomeni "visoko mesto". Imele so tudi funkcijo svetišča.
Tudi kasnejši primeri, kot je citadela Petersberg v Erfurtu ali citadela Bitche, so usmerjene v svoji grobi splošni obliki po reliefu pokrajine ali obrisu hriba.

### Pravilen mnogokotnik
Zgodaj ali sredine 16. stoletja so bile razvite, na osnovi sistema bastijonov, nove oblike citadel, ki so imele obris pravilnega mnogokotnika ali zvezde. V 17. stoletju je francoski maršal Sébastien Le Prestre de Vauban to načelo zelo uspešno uveljavil. To je pomenilo, da so citadele pogosto imenovali kat "Vaubanove utrdbe". Prefinjena geometrija utrdb je bila manj odvisna od zaščite, ki jo je nudil povišan položaj na gori. Zato je mnoge Vaubanove utrdbe mogoče najti v nižinskih območjih, kjer so tudi lažje ustvarili sistem zaščitnih jarkov.
Ta "geometrični ideal" pravilne zvezde z bastijoni kot roglji so lahko izvajali le s popolnoma novim sistemov utrdb na ravnini. Pri modernizaciji utrdb je bilo te treba prilagoditi lokalnim razmeram.

## Moderna uporaba
Citadele od sredine 20. stoletja so pogosto vojaški in nadzorni centri, zgrajene za obrambo pred napadom običajno zračnega ali jedrskega bombardiranja. Vojaška citadela pod Londonon je ogromen podzemni kompleks pod ministrstvom za obrambo, imenovana Pindar, je en tak primer, kot tudi jedrski bunker Cheyenne Mountain v ZDA

## Pomorska terminologija
Na oklepnih bojnih ladjah je močno oklepljen del ladje, ki ščiti strelivo in stroj in se imenuje citadela.
Sodobna mornariška razlaga se nanaša na najmočneje zaščiten del trupa kot na vitals,  citadela pa se nanaša na pol oklepni prosti bok nad vitalisom. Na splošno angloameriški in nemški jezik sledita ruskemu viru / jeziku, ki se sklicuje na "vitals" kot na citadelo. Tudi ruska literatura se pogosto sklicuje na "kupolo" tanka kot "stolp".
Varna soba na ladji se tudi imenuje citadela.